# Wolfgang Puschmann (Theologe)

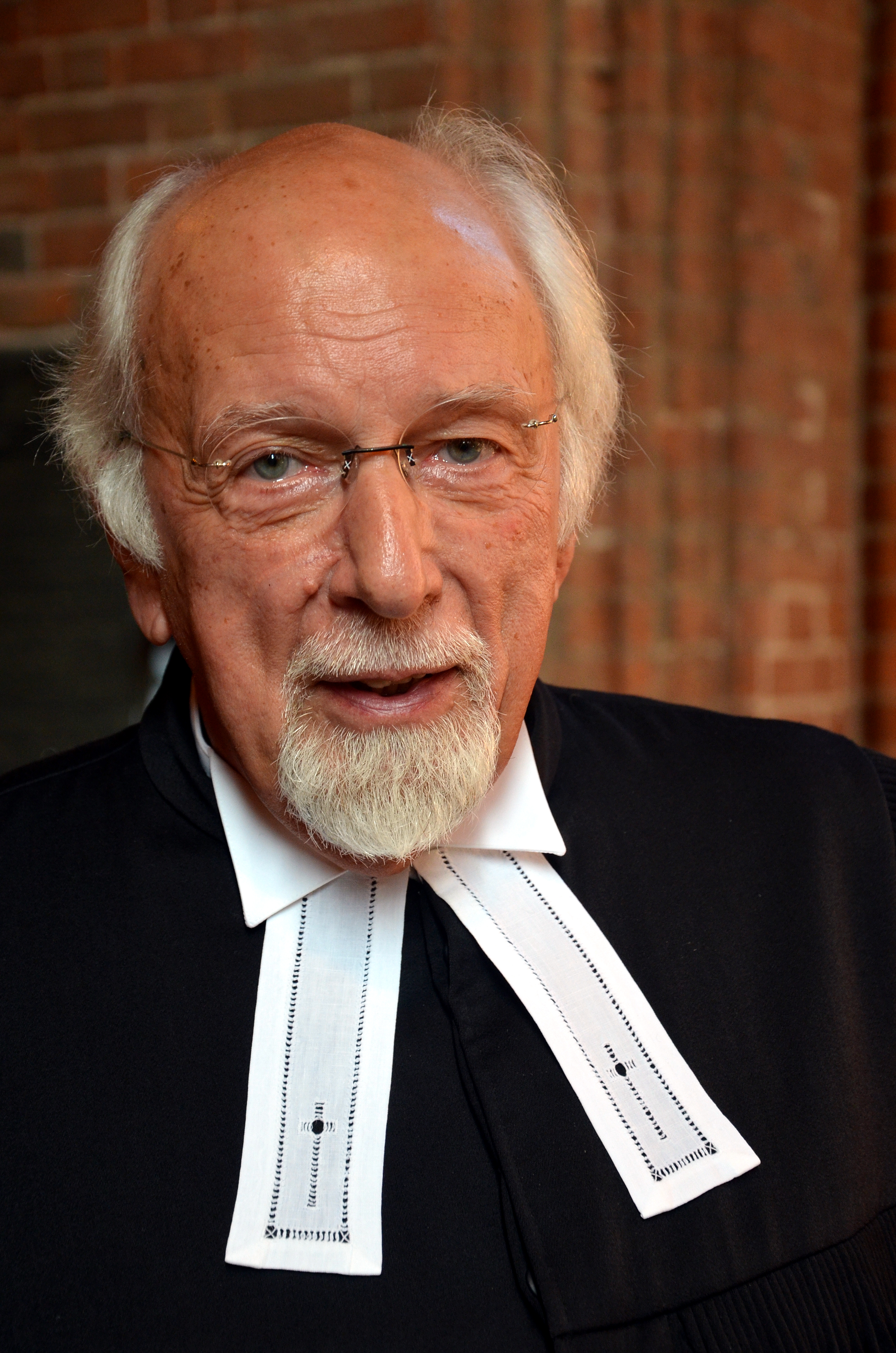
Wolfgang Puschmann in der Marktkirche von Hannover

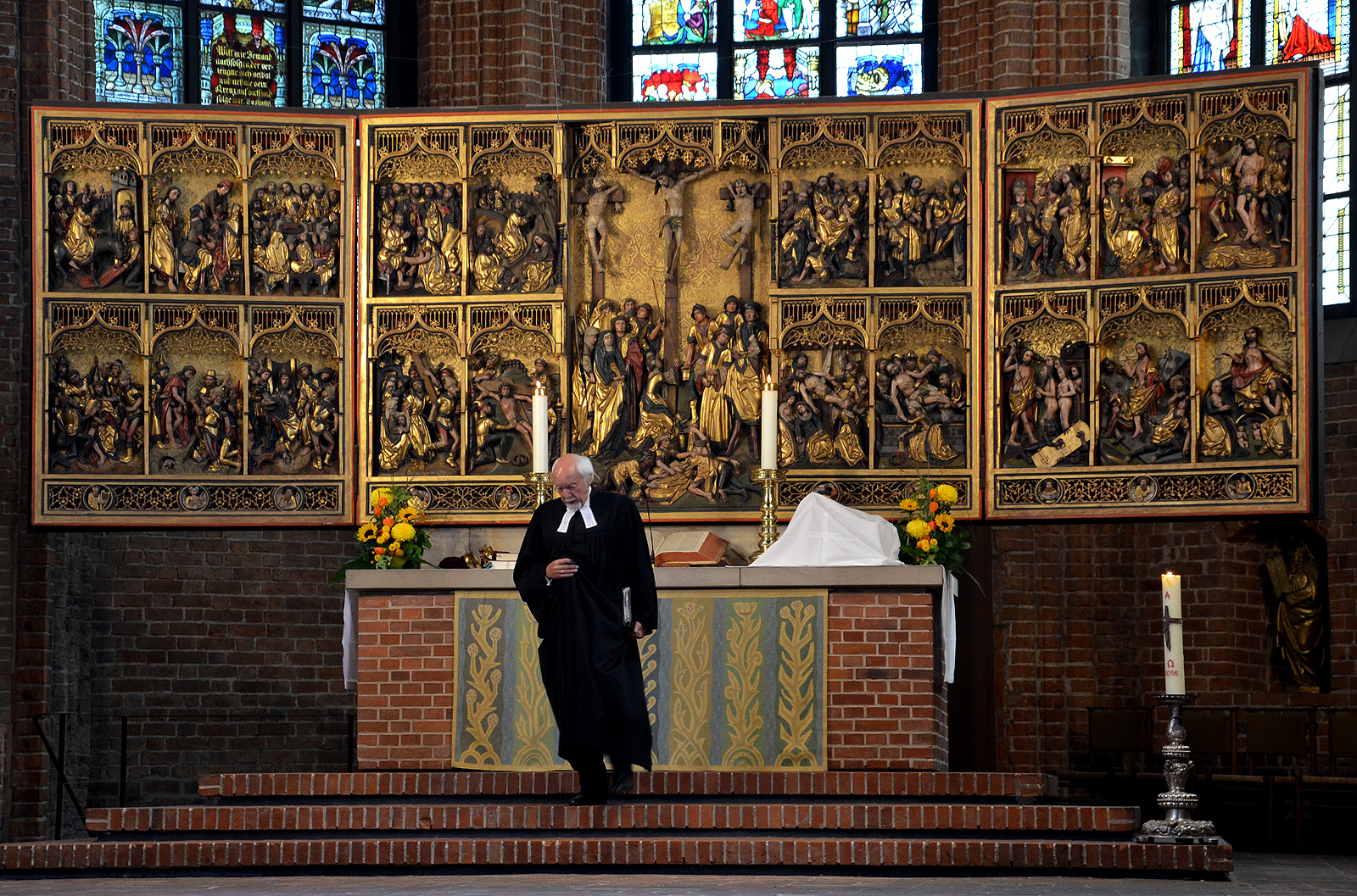
Wolfgang Puschmann während eines Gottesdienstes in der Marktkirche von Hannover

Wolfgang Puschmann (* November 1943 in Lüneburg) ist ein deutscher lutherischer Theologe und Pastor. Von 1998 bis 2008 war er Stadtsuperintendent in Hannover und oberster Repräsentant des Stadtkirchenverband Hannover. 2010 wurde ihm die Stadtplakette von Hannover verliehen.

## Leben
Wolfgang Puschmann wurde 1943 in Lüneburg geboren. Er studierte Evangelische Theologie in Hamburg, Tübingen und Kiel. 1972 wurde er Pastor der Kirchengemeinde St.-Jürgen-Nord in Kiel. 1977 wechselte er nach Celle und wurde dort Pastor an der Kreuzkirche. Zudem übernahm er den Vorsitz einer Prüfungskommission für die Zweite Theologische Prüfung an der Theologischen Akademie Celle. 1986 wurde er Pastor an der Pauluskirche in Hannover und Superintendent des damaligen Kirchenkreises Hannover-Süd. 1998 folgte die Berufung zum Stadtsuperintendenten von Hannover und Pastor an der Marktkirche. In diesem Amt war Puschmann bis zu einem Eintritt in den Ruhestand 2008 Repräsentant und Leiter des Stadtkirchenverbandes Hannover sowie Stellvertreter des Landessuperintendenten des Sprengels Hannover.
Puschmanns Nachfolger als Stadtsuperintendent von Hannover wurde Hans-Martin Heinemann.

## Schriften
- (Hrsg.): Hannovers Kirchen. 140 Kirchen in Stadt und Umland. Ludwig-Harms-Haus, Hermannsburg 2005, ISBN 3-937301-35-6.
- mit Wolfgang Reinbold, Insa Becker-Wook (Hrsg.): Lange Nacht der Kirchen. Hora, Hannover 2007, ISBN 978-3-936692-09-9.